# Affreschi nella chiesa di San Rocco
Gli affreschi presenti sul presbiterio della chiesa di San Rocco di Gazzaniga raffiguranti il polittico di San Rocco e la Madonna di Loreto tra i santi Pietro e Andrea sono dipinti realizzati con la tecnica dell'affresco da Antonio Marinoni e dai componenti della famiglia Marinoni.

## Storia
Il piccolo oratorio di San Rocco, detto San Rocco al Lago, senza che mai un lago risulti sia stato presente sul territorio, è posizionato un poco fuori dal centro urbano di Gazzaniga. La prima citazione che lo nomina viene dagli atti della visita pastorale del 1535 del vescovo Pietro Lippomano che citava la cappella di San Rocco de Lacu e San Sebastiano.
Era anticamente una piccola cappella aperta, la cui parete di fondo aveva un monumentale polittico eseguito con la tecnica dell'affresco e molte altre pitture, eseguite da maestri pittori differenti. L'assegnazione dei dipinti sul fondo dell'abside alla bottega di Desenzano, fu già presa in considerazione da Francesco Rossi nel 1979, confermata da Marco Tanzi nel 1989 e poi da Moro e da Emanuela Daffra nel 2001, conferma che assegnava ai Marinoni non solo la parte inferiore del polittico ma tutti i dipinti presenti sul presbiterio.
L'oratorio originariamente, dipendeva dalla chiesa di San Giorgio di Fiorano al Serio come documentato negli atti della visita di Vittore Soranzo del 1553 dove è indicato un lascito di 30 lire imperiali per la fabbrica della capella si san Rocho de Lacu. A conferma dell'appartenenza a Fiorano al Serio si rileva dalla visita del vescovo Corner del 1565 che però concede la custodia della chiesa al comune di Gazzaniga, descrivendola ancora aperta a cappella votiva: serata con ferata. 
La visita pastorale di san Carlo Borromeo del 1575, obbligò la costruzione di una chiesa intorno all'aula aperta, cita, infatti,: altare infra tridum tollatur neque ibi celebretur nisi undique pariete oratorium hoc clausum et eius altare ad formam ornatum fuerit e descrisse il presbiterio cum imagini loco icone.
Sul lato a destra del presbiterio, si trova un ciclo pittorico raffigurante le Storie di San Rocco e molti ex voto con differenti raffigurazioni e di difficile assegnazione, che non rendono omogeneità a tutto l'apparato artistico, ma che potrebbero essere considerati sempre della bottega marinoniana.
Gli affreschi della parete di fondo ebbero un primo restauro nel biennio 1989-1990 eseguiti da Lino Reduzzi, con la relazione pubblicata nel 1995, e un secondo nel biennio 1999-2000 a cura di Loredana Piazzoli, e la relazione fu poi pubblicata nel libro edito dalla parrocchia di Gazzaniga

## Descrizione

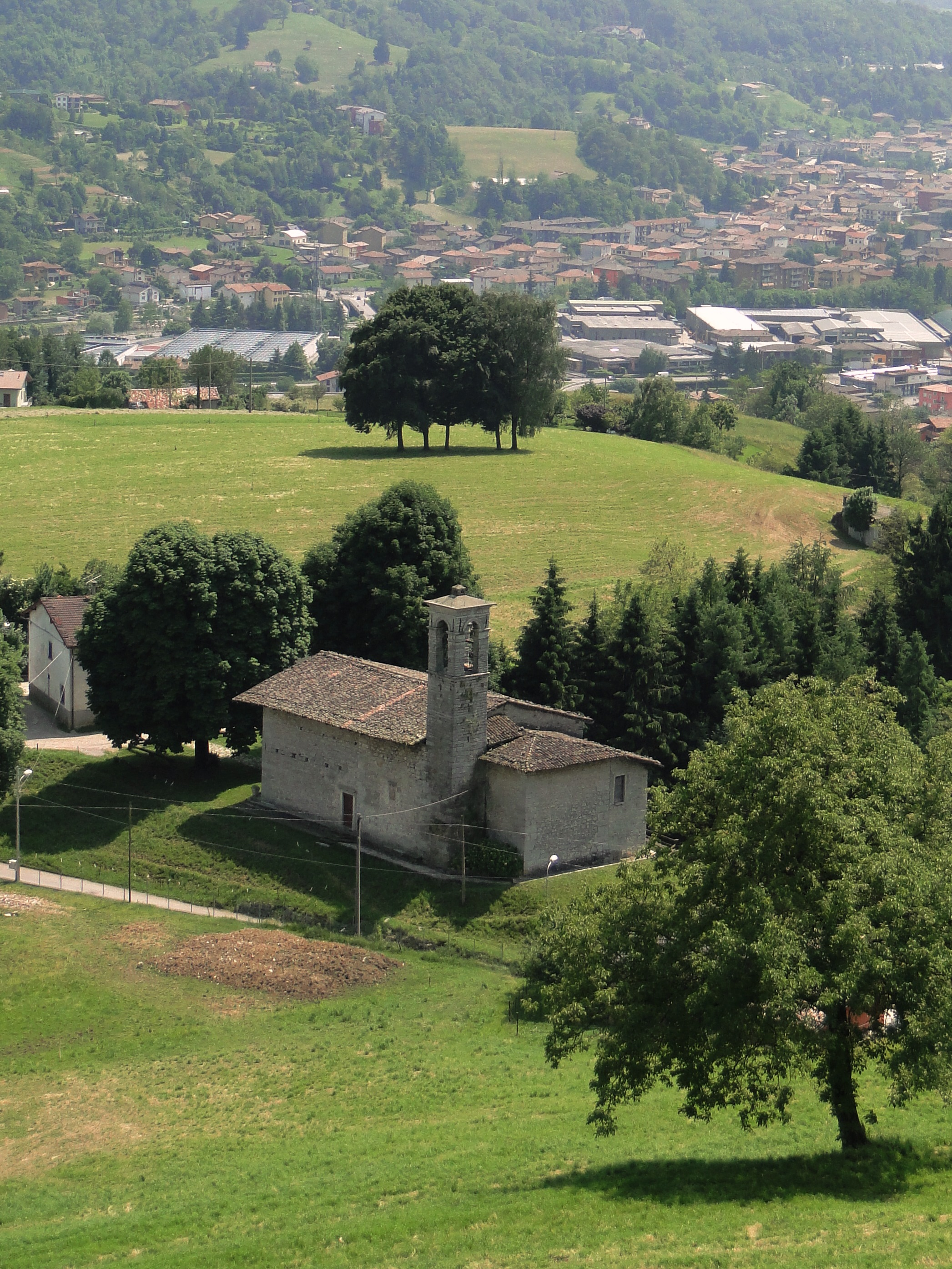
Gazzaniga chiesa San Rocco

Il presbiterio del piccolo oratorio si presenta completamente affrescato. Alcuni dipinti sono di difficile assegnazione e si presentano come forma di ex voto, eseguiti da mani differenti e cronologicamente di periodi diversi. Sono invece assegnati alla bottega dei Marinoni gli affreschi del finto polittico e della Madonna di Loreto in maniera definitiva.
La volta ha l'affrescatura dei Dottori della Chiesa e Cristo benedicente molto alterato dal tempo e dai restauri che possono essere attribuiti ai Marinoni per le assonanze con altri lavori sempre della medesima bottega, come affreschi conservati nel museo di Zogno, o in relazione con il Polittico della Trinità e in quello di San Sebastiano.

### Polittico di San Rocco
La parete di fondo del presbiterio della chiesa ospita l'affrescatura di un grande polittico posto su due registri, esattamente come fossero pannelli dipinti racchiusi in una cornice lignea, ma tutto finto, tutto dipinto, anche se in forma imponente come fosse reale. 
Sarebbe inadatta a una locazione tanto piccola e isolata un'ancona lignea tanto importante, con un costo probabilmente troppo elevato per le risorse economiche dovute solo da lasciti e fondi di cui poteva godere la cappella, da qui la scelta della pittura con la riproduce delle trabeazioni, ovuli delle volte, e delle bifore.
La parte parietale superiore, dove campeggia sulla finta cimasa l'immagine poco visibile di Dio Eterno contenuta nell'Annunciazione laterale, diventata poco leggibile sia a causa della lavorazione a fresco e a secco utilizzata dalla bottega, sia dai successivi interventi di restauro, ma che raffigura in questo finto polittico, quattro santi inseriti in due bifore con al centro l'immagine della Madonna in trono col Bambino. 
Il registro inferiore, molto più leggibile, si espande in due successivi finti pannelli terminanti con la raffigurazione del diavolo che fuoriesce dalla cornice, a conferma della volontà umana alla devozione di santi e Madonne a protezione da ogni male. Questa parte presenta dominante la riproduzione di colonnette a candelabra che i Marinoni conoscevano dei maestri a lignamine che frequentavano la loro bottega per la realizzazione delle numerose ancone e dei polittici. Nella parte inferiore sono raffigurati san Giuseppe con il giglio, san Cristoforo con il Bambino sulle spalle, san Sebastiano trafitto delle frecce, centrale san Rocco, san Defendente con gli abiti da soldato, sant'Antonio Abate con il bastone e il campanello, e ultimo san Bernardo da Mentone a lui viene abbinato la raffigurazione del diavolo, come narra la leggenda.

### Madonna di Loreto tra i santi Pietro e Andrea
Il grande affresco raffigurante un trittico con centrale la raffigurazione della Madonna di Loreto fu attribuito ai Marinoni da Francesco Rossi nel 1979 e poi avvalorato da altri studiosi fino alla pubblicazione del libro nel 2001 edito dalla parrocchia, il quale assegnava alla medesima bottega anche la raffigurazione di sant'Onofrio a destra del trittico. Il dipinto presenta una mancanza a sinistra ai piedi di san Pietro, per l'apertura della porta d'accesso alla sagrestia del XVII secolo. L'immagine dell'affresco raffigurante la Madonna con il Bambino che vola trasportata dagli angeli con la casa diventata una ierafania, quindi oggetto devozionale, richiama le raffigurazioni dell'Incoronazione essendo la Madonna di Loreto Regina spesse volta rappresentata al centro di una sacra conversazione, così come in questa di Gazzaniga dove a fianco della Madonna ci sono san Pietro e sant'Andrea, posti in un finto trittico dorato. Sulla parete laterale dell'abside, Maria è raffigurata nell'atto di mostrare il Figlio accostandolo al suo volto, mentre viene incoronata regina da quattro angeli e venerata da altri quattro putti alati.
La raffigurazione del trittico non ha certo velleità di originalità, la casa infatti è raffigurata di profilo di grandi dimensioni, a tre navate, con finestre rettangolari e terminali, ma non ci presenta né profondità né una possibile visione dell'alto, così come la croce tenuta da sant'Andrea risulta essere piuttosto piatta, senza nessuna visione prospettica. I dipinti presentano la tradizionale punzonatura per raffigurare le aureole e l'incisione per rendere ben visibili i profili ortogonali, così come sono tratteggiati con colore più scuro i profili delle figure e i loro lineamenti.